# Співстрахування
Співстрахува́ння (co-insurance) — страхування, при якому один і той же ризик у певних частках страхують два або більше страховики, видаючи при цьому спільний або окремі поліси відповідно до суми, що становить частку кожного страховика. Якщо ризик розміщується серед страховиків не повністю, то одним із страховиків вважається страхувальник. Він несе відповідальність в обсязі незастрахованого ризику, не сплачуючи премії.